# Edward Vincent Dargin
Edward Vincent Dargin (* 25. April 1898 in New York City, USA; † 20. April 1981) war Weihbischof in New York.

## Leben
Edward Vincent Dargin empfing am 23. September 1922 das Sakrament der Priesterweihe.
Am 25. August 1953 ernannte ihn Papst Pius XII. zum Titularbischof von Amphipolis und zum Weihbischof in New York. Der Erzbischof von Los Angeles, James Francis Kardinal McIntyre, spendete ihm am 5. Oktober desselben Jahres die Bischofsweihe; Mitkonsekratoren waren der Weihbischof in New York, Joseph Francis Flannelly und der Bischof von Albany, William Aloysius Scully.
Am 11. August 1973 nahm Papst Paul VI. das von Edward Vincent Dargin aus Altersgründen vorgebrachte Rücktrittsgesuch an.